# Versiones latinas de la Biblia
Las versiones latinas de la Biblia o Biblia latina son las traducciones de la Biblia al latín.

## Itala Antigua o Vetus Latina
Proviene de la Septuaginta o Versión de los Setenta para la mayoría de los libros del Antiguo Testamento y de los originales griegos para los libros del Nuevo Testamento. Estuvo en uso durante el Imperio romano de Occidente desde el siglo II hasta el siglo V.
Es decir, no fue una traducción directa del Hebreo.

## Vulgata
Hacia finales del siglo IV, el papa Dámaso I encargó a San Jerónimo una nueva versión latina. Se ciñe mucho a los textos hebreos. Esta versión se impuso en el siglo VII definitivamente. El término Vulgata haría referencia a Vulgata editio (edición divulgada).

## Veteris et Novi Testamenti nova translatio
La Veteris et Novi Testamenti nova translatio, fue la traducción de la biblia al latín, más apegada al texto hebreo y publicada por primera vez en 1528 y publicada en reiteradas ocasiones.

## Biblia de Vatablo
La Biblia de Vatablo fue una copilacion de los comentarios de Vetablo con dos traducciones, la versión de la vulgata, con la versión de santes pagnino, revisada por los doctores de la universidad de salamanca.

## Beza
Durante la Reforma protestante, Theodore Beza produjo una nueva versión latina del Antiguo Testamento, el Nuevo Testamento y los Evangelios apócrifos. Dada la escasa demanda de biblias latinas entre los protestantes, su traducción nunca alcanzó gran difusión, pese a lo cual, tanto su texto como sus abundantes notas exegéticas, influyeron en la Biblia de Ginebra (traducción al inglés de 1560, medio siglo anterior a la versión King James).

## Biblia latina de Lovaina
Edición crítica preparada por la universidad de Louvain usando 30 manuscritos.
Biblia latina de Lovaina

## Nova Vulgata
La Nova Vulgata Editio es una revisión moderna de la Vulgata, a la luz de los descubrimientos de nuevos manuscritos y de las ediciones críticas, pensada como texto oficial para la liturgia en latín. La preparación de la Neovulgata comenzó en 1965, bajo el pontificado de Pablo VI. Juan Pablo II la promulgó el 25-IV-1979 con la Constitución Apostólica Scripturarum Thesaurus. En 1986 apareció una segunda edición.